# Agencia Catalana de Cooperación al Desarrollo

Logotipo de la Agència Catalana de Cooperació al Desenvolupament

Agencia Catalana de Cooperación al Desarrollo (en catalán: Agència Catalana de Cooperació al Desenvolupament) (ACCD) es un organismo de la Generalidad de Cataluña responsable de gestionar las políticas de cooperación al desarrollo, construcción de paz, acción humanitaria y derechos humanos por contribuir a la erradicación de la pobreza y favorecer el desarrollo humano sostenible.
El actual director es Vicenç Margalef desde 2022.

## Directores
- Carme Gual Via
- Marta Catalina Macias Quesada
- David Minoves i Llucià
- Alexandre Masllorens i Escubós
- Andreu Felip i Ventura
- Carles Llorens i Vila